# Mar dei Sargassi
Il mar dei Sargassi — nome dovuto alla presenza dell'omonima alga — è una porzione dell'oceano Atlantico compresa tra gli arcipelaghi delle Grandi Antille a ovest, delle Azzorre a est e delle Bermuda a nord.
Si tratta di un mare aperto, in quanto i suoi confini non sono delimitati da masse continentali, ma dalla presenza di alcune correnti oceaniche: a ovest dalla Corrente del Golfo, a nord dalla Corrente nord-atlantica, a est dalla Corrente delle Canarie e a sud dalla Corrente Equatoriale Nord.
Le acque del Mar dei Sargassi si distinguono per il loro colore blu intenso e per l'eccezionale chiarezza, con visibilità subacquea fino a 61 m. A causa del giro di correnti che lo circondano, le acque del mare sono spesso calme.
La massa d'acqua è contraddistinta dalla migrazione, nel periodo autunnale, delle anguille europee prossime alla riproduzione.